# Charta 97
Charta 97 (bělorusky Хартыя'97, rusky Хартия'97) je dokument požadující demokracii v Bělorusku a lidskoprávní zpravodajský web inspirovaný tímto dokumentem. Název odkazuje na československou Chartu 77.

## Historie
Dokument vznikl po běloruském referendu v roce 1996. V něm se hlasovalo o přesunutí dnu nezávislosti, zvýšení moci prezidenta, prodloužení jeho volebního období, prodeji půdy, zrušení trestu smrti a dalších úpravách ústavy. Referendum nebylo uznané mezinárodními organizacemi, jelikož porušovalo demokratické standardy a jiní referendum popsali jako další upevnění Lukašenkova diktátorství.
Při veřejném oznámení deklarace vystoupil jako mluvčí skupiny běloruský novinář Pavel Grigorjevič Šeremet. V organizačním výboru deklarace se postupně vystřídali politici Andrej Sannikov, Aljaksandar Milinkevič, Viktor Antonovič Ivaškevič a Lyudmila Hraznova, novinář Petr Martsev a další. Mezi prvními signatáři byl pak bývalý předseda Nejvyššího sovětu Běloruska Stanislav Šuškevič, několik bývalých poslanců a vládních činitelů (včetně všech tří předsedů Nejvyššího sovětu Běloruska). Dokument později podepsalo více než 100 000 lidí.
V červenci 1998 byla zaregistrována doména charer97.org. Dne 11. září byl pak portál spuštěn. Původně byla aktualizována měsíčně, v roce 1999 byla zahájena denní aktualizace. Web byl pravidelně blokován během demonstrací, např. v letech 2001, 2004, 2006, 2011, 2014 a 2018.
Dne 3. září 2010 bylo nalezeno tělo spoluzakladatele webu Charty 97, Olega Bebenina, v jeho dače poblíž Minsku. Téměř okamžitě byla jeho smrt prohlášena za sebevraždu oběšením. Přátelé Bebenina toto odmítli s tím, že neměl důvod k sebevraždě a že nezanechal žádný dopis na rozloučenou. Taktéž přítel novináře, Dmitrij Bondarenkko, prohlásil, že novinář měl modřiny na těle. Oficiální pitva tyto nálezy nezahrnuje.
Po sporných prezidentských volbách v roce 2010 se strhly demonstrace na protest proti zfalšovaným volbám. Web Charty 97 zveřejnil zveřejnili řadu článků dokumentujících zatčení a zranění demonstrantů ze strany bezpečnostních složek státu. Dne 21. prosince 2010 byla v kanceláři Charty 97 provedena razie agenty Výboru pro státní bezpečnost Běloruské republiky. Šéfredaktorka webu Natalla Radzina stihla na webu pouze zveřejnit větu „Všichni jsme v KGB“ (zkratka Výboru pro státní bezpečnost), než byla zatčena a odvezena. Ve stejném roce získala ocenění CPJ International Press Freedom Award. Poté emigrovala do Litvy.
Dalšímu útoku čelily webové stránky na konci roku 2011. Po sérii kybernetických útoků byl web 31. prosince 2011 uzavřen. Sabotéři se pomocí malwaru přihlásili do správcovské sekce stránky, vymazali archivy a vytvořily falešné zpravodajské texty. Útoky se odehrály těsně před 6. lednem 2012, kdy začal platit sporný zákon o omezení internetové svobody. 
Zatím poslední blokaci zažil web v lednu 2018, kdy byl web kompletně zablokován.

## Text prohlášení
Dokument upozorňuje na protiústavní kroky prezidenta Alexandra Lukašenka, porušování svobody projevu i devastaci běloruského jazyka. Odkazuje na Chartu 77 a sametovou revoluci. Dokument nemá žádné požadavky, signatáři pouze prohlašují, že přijímají odpovědnost za osud Běloruska.

## Vybraní signatáři
1. Oleg Bebenin
2. Natalia Radzina
3. Andrej Sannikaŭ
4. Alexander Otroschenkov
5. Uladzimir Matskevich
6. Aljaksandar Milinkevič
7. Victor Ivashkevich
8. Jurij Zacharanka
9. Lyudmila Hraznova
10. Pavel Kozlovsky
11. Stanislav Bahdankevich
12. Michail Chigir
13. Michail Marynich
14. Stanislav Šuškevič
15. Mečislav Gryb
16. Semyon Sharetsky
17. Pavel Grigorjevič Šeremet